# Centre hellénique de recherche marine
Le Centre hellénique de recherche marine (HCMR), (Ελληνικό Κέντρο Θαλασσίων Ερευνών (ΕΛΚΕΘΕ) en grec) a été créé par décret gouvernemental du 3 juin 2003 au sein d'une union de coordination des efforts de l'ΕΚΘΕ (anciennement l' Institut d'océanographie et de recherche halieutique) et l' ΙΘΑΒΙΚ (anciennement l' Institut de biologie marine de Crète). C'est un organisme de recherche gouvernemental placé sous la supervision du Secrétariat général à la recherche et à la technologie (GSRT) du Ministère de l'Éducation, de la Recherche et des Affaires religieuses.

## Histoire
En 1914, le gouvernement grec créa le premier institut de recherche marine par la mise en place de la Station hydrobiologique marine à Paleó Fáliro , au sud d'Athènes. En 1948, elle  a été rebaptisée Laboratoire d’études des pêcheries et placée sous la direction du Ministère de l’agriculture .
En 1965, elle fusionna avec l'Institut d'hydrobiologie de l'Académie d'Athènes pour former l’Institut de recherches océanographiques et halieutiques (IOFR) pour devenir en 1985 le Centre national de recherche marine (NCMR) et HCMR en 2003. Son objectif est de coordonner la recherche marine de trois instituts de recherche différents :
- Institut d'océanographie [3]
- Institut de biologie marine, biotechnologie et aquaculture[4]
- Institut des ressources biologiques de la mer et des voies navigables[5]

## Support technique
L’appui technologique aux programmes de recherche du HCMR comprend deux navires de recherche :
- RV Aegaeo
- FR Philia

Et un sous-marin à deux places, THETIS  de la COMEX, ainsi que quatre  ROV : dont le ROV SUPER ACHILLE, le Mini Rover ROV (en) et le DDS Max Rover ROV .